# Pemphigonotus ochrostoma
Pemphigonotus ochrostoma är en tvåvingeart som först beskrevs av Becker 1911.  Pemphigonotus ochrostoma ingår i släktet Pemphigonotus och familjen fritflugor. Inga underarter finns listade i Catalogue of Life.